# Kontrola graniczna

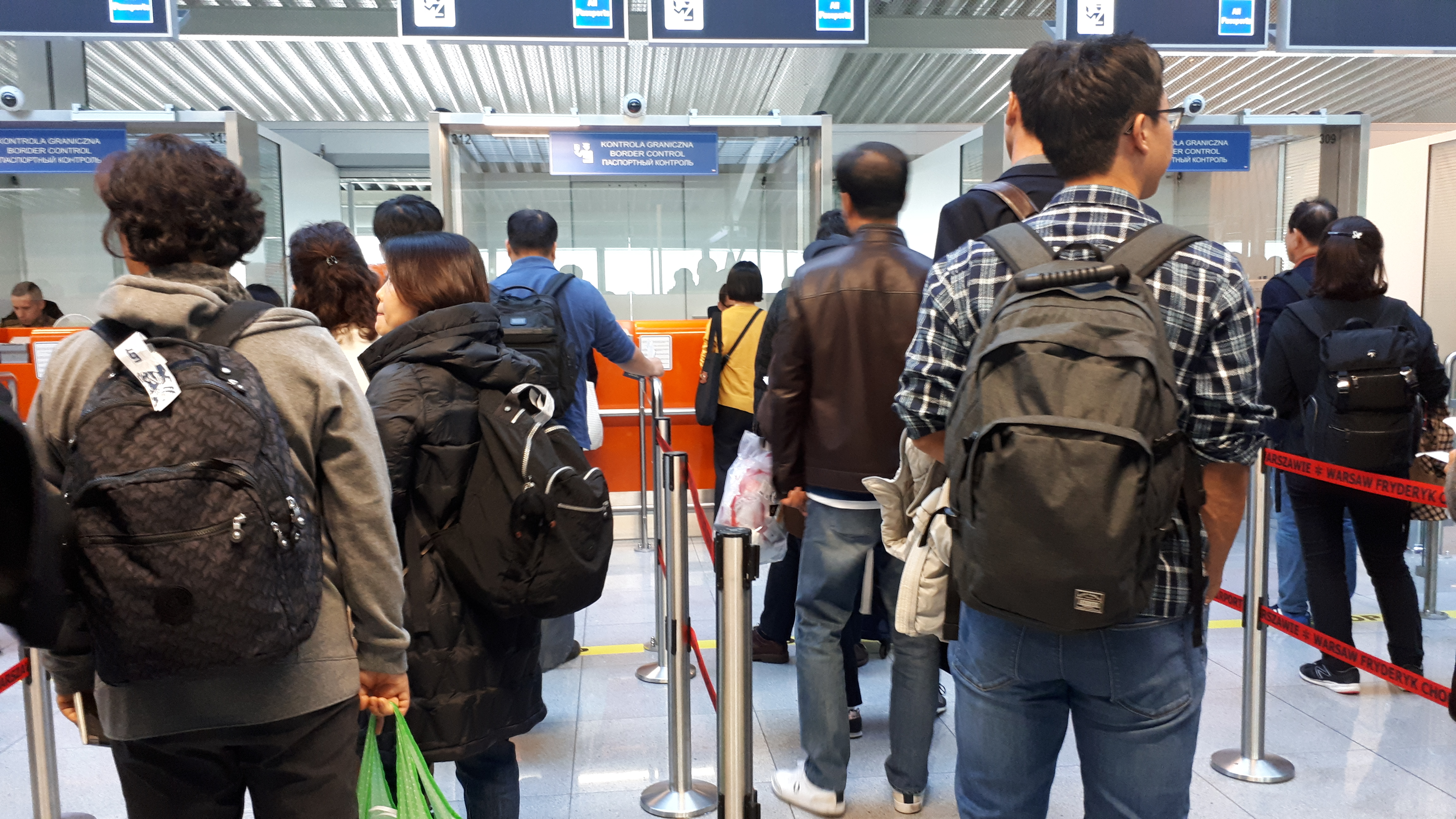
Kontrola graniczna na lotnisku

Kontrola graniczna – działania podejmowane na granicy w odpowiedzi na zamiar przekroczenia tej granicy lub na akt jej przekroczenia, składające się z odprawy granicznej oraz ochrony granicy.